# 刘刚 (1984年)
劉剛（1984年3月19日—），辽宁沈阳人，中国国家射击队运动员。

## 生涯
劉剛出生於遼寧沈陽，參與射擊的臥射小項。他在11歲時在沈陽市體育學校接受付軍教練的射擊訓練，2000年時，他選擇加入廣東省射擊隊，教練為李海聰。5年後，他成為國家隊一員，馬軍為他的教練員。
而在他是廣東隊成員時，他在五運會射擊項目的男子個人臥射步槍小項奪得冠軍。2005年，他於德國世界杯中的男子個人臥射以1180環排名第4，無緣獎牌。次年的多哈亞運，他先在男子團體3x40米步槍臥射小項中取得銅牌，隨後於12月5日的男子個人3x40米步槍臥射小項中以696.1環為中國贏得自參與亞運以來第一面的金牌，也是中國當天取得的第12面金牌。
2007年6月，劉剛在德國站的世界杯中，取得了男子50米三姿步槍小項的銅牌。2014年西班牙射击世锦赛中，刘刚和队友赵声波、兰兴联手以1870.8环的总成绩收获了男子50米步枪卧射金牌。同年仁川亚运会射击比赛上，三人再度联手，以1876.0环打破世界纪录的成绩再夺该项目金牌。